# Наугольный дом на Воздвиженке
Дом Разумовского — Шереметева (также наугольный дом Шереметева) — классицистический особняк, оформляющий угол Шереметева двора на перекрёстке Воздвиженки и Романова переулка в Москве. Адрес: Воздвиженка, дом 8/1, строение 1.

## История
В XVIII веке участок, прилегающий к Воздвиженке со стороны Романова переулка, принадлежал Нарышкиным, а потом Разумовским, которые возвели здесь богатую усадьбу (современный адрес: Воздвиженка, 6). 
Угловой дом усадьбы строился в 1790-е годы по заказу графа А. К. Разумовского. В 1799 году он продал почти законченный дом своему шурину графу Н. П. Шереметеву, который и завершил строительство. Архитектор здания точно не известен, предполагается принадлежность к школе М. Ф. Казакова. В 1801 году именно в этом доме Шереметев отпраздновал свадьбу с бывшей крепостной актрисой П. И. Ковалёвой-Жемчуговой.
При жизни его сына Д. Н. Шереметева «весь воздвиженский дом наш, со всеми флигелями его, исключительно был занят даровыми квартирами, служащими лицами и пенсионерами». В 1918 году, после Октябрьской революции, С. Д. Шереметев передал дом новым властям. Ему и его семье было разрешено проживать в нём, в доме были организованы коммунальные квартиры. Коммунальные квартиры сохранялись в доме до 1980 года.
В середине 1990-х дом был отреставрирован по заказу Вольного экономического общества, при этом были демонтированы исторические парадные лестницы (позже отстроены заново). Дому нанесло ущерб строительство во дворе нового административного здания, которое прилегало вплотную к стенам памятника, из-за чего окна и двери с внутренней стороны были замурованы.
В 1999 году на основании постановления правительства Москвы «О передаче Управлению внебюджетного планирования развития города здания по ул. Воздвиженке, 8/1, строение 1» оба здания перешли в собственность Департамента инвестиционных программ строительства, который принял решение объединить их в один комплекс и разместить в нем свою администрацию. В рамках данного проекта была произведена реконструкция дома. Во внутреннем дворе было снесено старое трехэтажное здание. На его месте размещено новое, шестиэтажное. Для того чтобы новое здание органично смотрелось рядом с памятником архитектуры, два дома объединили при помощи многосветного остекленного пространства внутреннего двора.

## Архитектура
В здании три этажа, оно имеет Г-образную форму с тупым углом, в соответствии с расположением проезжих частей Воздвиженки и Романова переулка. Архитектура здания относится к стилю зрелого классицизма. Наиболее характерный элемент дома — угловая полуротонда, окружённая колоннадой тосканского ордера и увенчанная куполом. Боковые фасады здания симметричны и друг относительно друга, и каждый в отдельности. Ротонда с колоннадой, заглублённые между боковыми фасадами, поставлена на мощный арочный цоколь. Мотив арочного проёма повторяется и на других фасадах, наряду с чёткими горизонталями и вертикалями. Центральная часть каждого из боковых фасадов отмечена фронтоном и тройными окнами, разделёнными пластичными колонками.
Дом утратил часть лепленых деталей во время пожара 1812 года, после восстановления он приобрёл некоторые черты стиля ампир. Сохранилась внутренняя планировка первого и второго этажей, для которой характерно сочетание круглого углового зала-вестибюля, примыкающих к нему полукруглых гостиных и скруглённого аванзала.